# Hip hop v Maďarsku
Maďarský hip hop je evropská variace hip-hopové hudby produkovaná v Maďarsku. Ač ve světě téměř neznámá hudba, rapper Speak (Tamás Deák) se svým politicky orientovaným klipem "Stop the War" získal přes dva miliony zhlédnutí na serveru YouTube.

## Historie
Hip hop a posléze rap se do Maďarska dostávaly již od samého začátku v době old school hip hopu a fenoménu breakdance za doprovodu electro-boogie tzn. charakteristické hudby též zaznamenané ve filmech jako Beat Street a Wild Style, nicméně byl to právě excentrický hudební spodek později známý jako hip-hop, který ovlivnil brzkou maďarskou hip-hopovou scénu. Pop rockový zpěvák Miklós Fenyő (maď. Fenyő Miklós) zaregistroval tuto nezvyklou hudbu při svých live-tour vystoupeních v Německu, kde mladí lidé tancovali k této energetické hudbě. V roce 1984 proto vydal electro ovlivněné album Miki: Jól nézünk MIKI, což v Maďarsku vyvolalo vlnu zájmu o tuto hudbu a vznik tematických diskoték a klubů a též breakdance soutěží mezi týmy jako Turbo Break Company nebo the Harlem Company, kterých se Fenyő sám zúčastnil. Dalším songem byl "Dadogós Break", též nahraným v roce 1984 Pétertem Gesztim (maď. Geszti Pétert) a jiné.
Popularitu hip-hopu vystřídala popularita rapu a následně gangsta rapu, atd.

## Hudebníci
- Akkezdet Phiai
- Kriminal Beats
- WacuumAirs
- Gimmeshot
- Bloose Broavaz
- Hangos Zóna
- Guerilla Deck
- Káva Krú
- BobaFett
- Fülke 187
- Hősök
- Dózis - Trogaz
- Kriminal Beats
- Faktor Labor
- Slow Village
- Sör és Fű